# Ferrari F8 Tributo
Ferrari F8 Tributo – supersamochód klasy średniej produkowany pod włoską marką Ferrari w latach 2019–2023.

## Historia i opis modelu

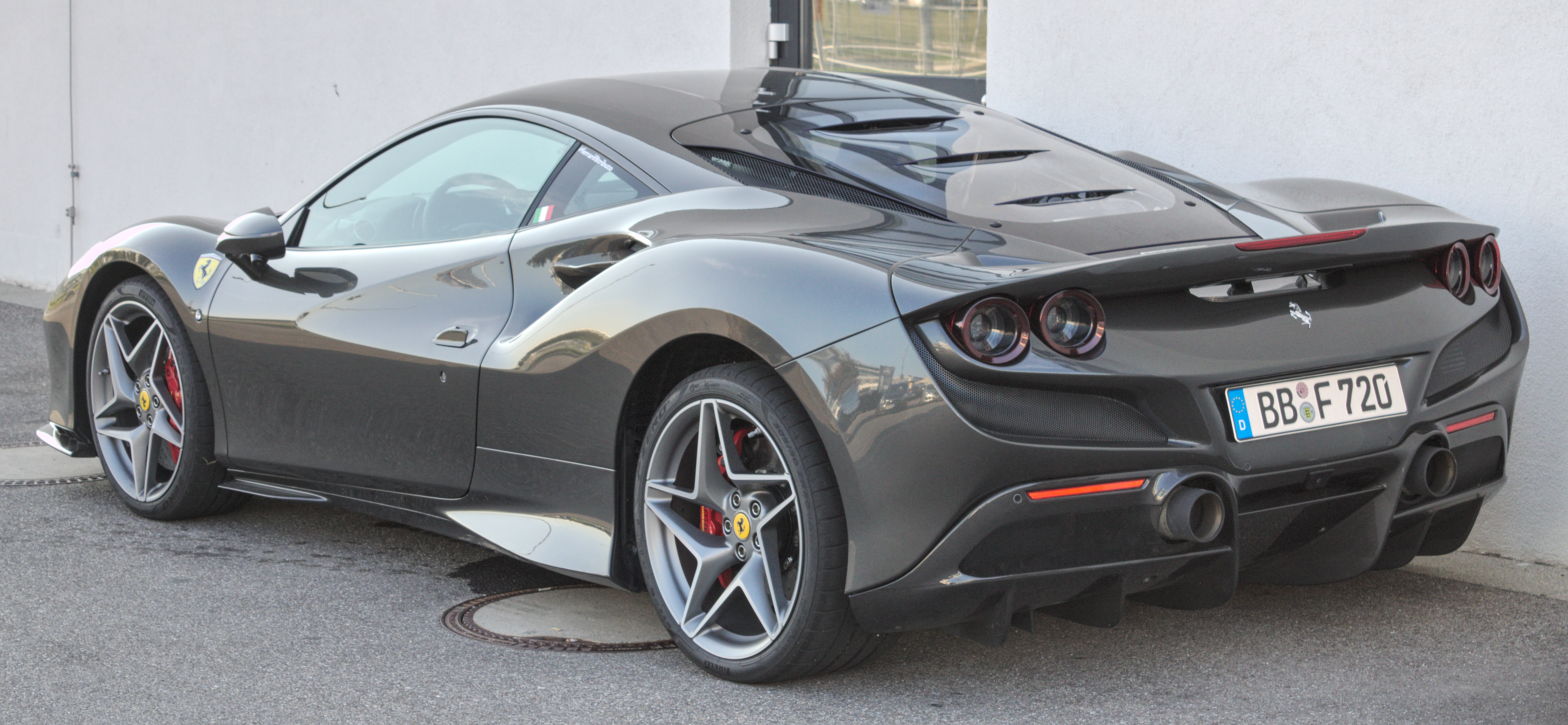
Ferrari F8 Tributo - tył

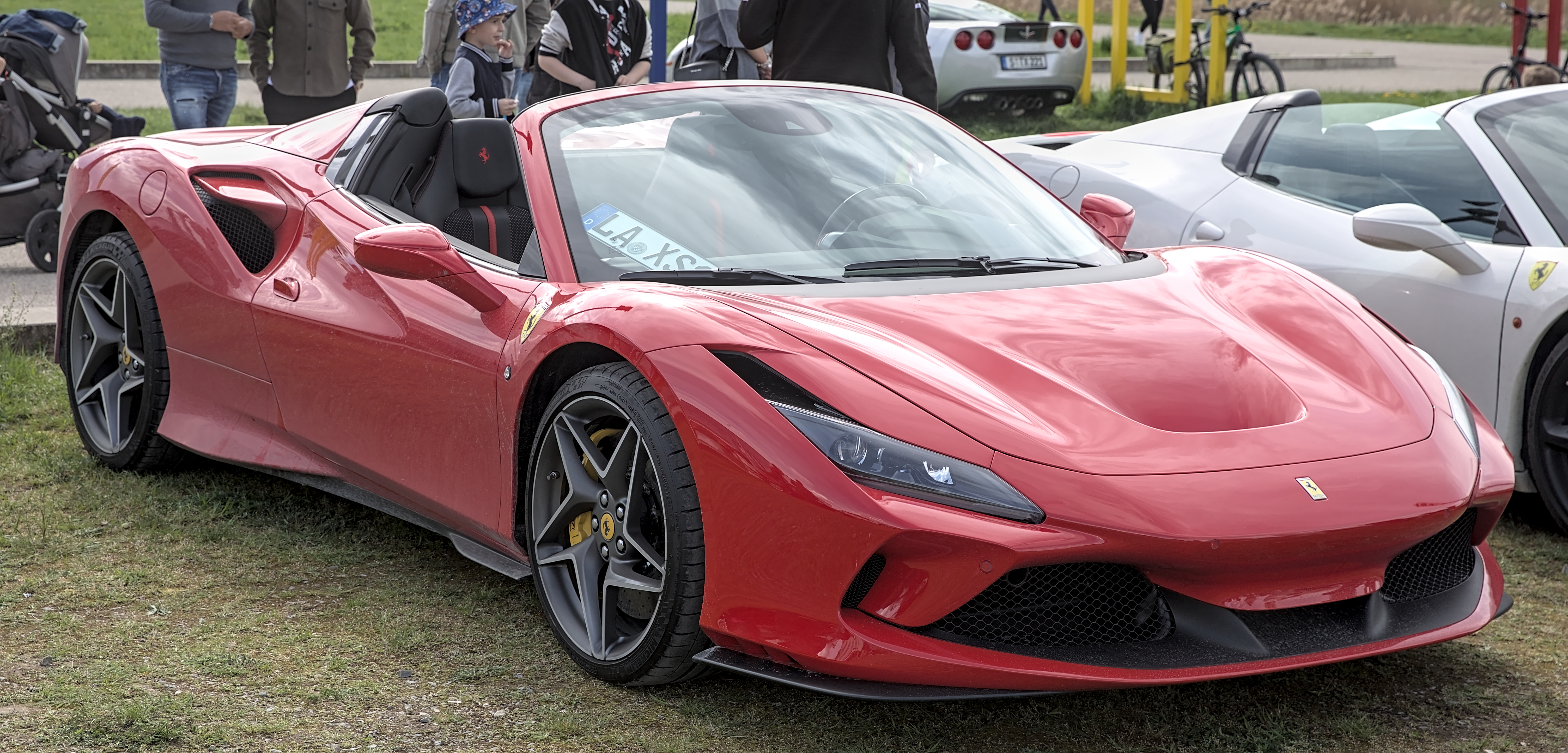
Ferrari F8 Spider

Zaledwie po 4 latach produkcji modelu 488 GTB, Ferrari zdecydowało się opracować następcę. Jego premiera odbyła się w marcu 2019 roku, podobnie jak w przypadku poprzednika, na targach Geneva Motor Show. W porównaniu do poprzedniego modelu samochód ma taki sam rozstaw osi, a ponadto jest szerszy, dłuższy i zarazem niższy. Nadwozie zyskało bardziej aerodynamiczny kształt, a także jest lżejsze o 40 kilogramów - udało się to uzyskać dzięki m.in. wykonaniu szyby na pokrywie silnika z tworzywa sztucznego. Pod kątem stylistycznym F8 Tributo kontynuuje z kolei koncepcję zapoczątkowaną w 2009 roku przez model 458 Italia - ma podobne proporcje nadwozia, rozmieszczenie wlotów powietrza i kształt lamp, choć te przednie są teraz o połowę mniejsze - w otworze na reflektory wygospodarowano wloty powietrza.
Ferrari F8 Tributo napędzane jest podwójnie doładowanym, 3,9-litrowym V8 o mocy 720 KM. Silnik rozwija 770 Nm maksymalnego momentu obrotowego - to więcej od poprzednika. Jednostka oferuje osiągnięcie 100 km/h po 2,9 sekundy, a prędkość maksymalna wynosi 340 km/h.
Tradycyjnie dla poprzedników modelu, także i oferta nadwoziowa F8 Tributo została po kilku miesiącach uzupełniona o otwartą wersję targa o nazwie F8 Spider. Pierwsze informacje na jej temat zostały przedstawione we wrześniu 2019 roku.